# Тернер, Джимми
Джеймс А́лберт Те́рнер (англ. James Albert Turner), более известный как Джим Те́рнер или Джи́мми Те́рнер (англ. Jimmy Turner; 6 октября 1866 — 25 ноября 1903) — английский футболист. Выступал за футбольные клубы «Болтон Уондерерс», «Сток» и «Дерби Каунти», а также за национальную сборную Англии.

## Клубная карьера
Уроженец Бриндли-Форд (Сток-он-Трент), Тернер начал футбольную карьеру в клубе «Блэк Лейн Роверс». В 1889 году стал игроком клуба «Болтон Уондерерс». Его дебют за клуб состоялся 9 марта 1889 года в матче против «Ноттс Каунти», отметившись забитым мячом. Всего провёл за клуб 103 матча (96 из них в рамках лиги), выступая на позиции левого крайнего нападающего.
В августе 1894 года перешёл в клуб «Сток». В сезоне 1894/95 Тернер провёл за «Сток» 26 матчей в Первом дивизионе, 2 матча в Кубке Англии, а также сыграл в «тестовом матче» за право остаться в высшем дивизионе против «Ньютон Хит». К сезону 1895/96 Тернер регулярно выступал на позиции левого хавбека. В 1896 году перешёл в клуб «Дерби Каунти», где провёл два последующих сезона. В сезоне 1897/98 помог команде дойти до финала Кубка Англии, в котором «бараны» проиграли клубу «Ноттингем Форест» со счётом 1:3. В 1898 году Тернер вернулся в «Сток», где провёл ещё семь матчей, после чего завершил карьеру из-за травмы.

## Карьера в сборной
13 марта 1893 года дебютировал за национальную сборную Англии в матче Домашнего чемпионата против сборной Уэльса на стадионе «Виктория Граунд» в Сток-он-Тренте, в котором хозяева победили со счётом 6:0.
9 марта 1895 года провёл свой второй матч за сборную Англии: это была игра Домашнего чемпионата против сборной Ирландии на стадионе «Каунти Крикет Граунд» в Дерби, в которой англичане разгромили ирландцев со счётом 9:0.
5 марта 1898 года Тернер в третий (и последний) раз сыграл за сборную Англии: это была игра Домашнего чемпионата против сборной Ирландии на стадионе «Солитьюд» в Белфасте, в которой англичане победили со счётом 3:2.

## Достижения
«Дерби Каунти»
- Финалист Кубка Англии: 1897/98

Сборная Англии
- Победитель Домашнего чемпионата Великобритании: 1893

## Статистика выступлений

### Клубная статистика
| Клуб             | Сезон            | Лига             | Лига | Лига | Кубок | Кубок | Прочие | Прочие | Итого | Итого |
| Клуб             | Сезон            | Дивизион         | Игры | Голы | Игры  | Голы  | Игры   | Голы   | Игры  | Голы  |
| ---------------- | ---------------- | ---------------- | ---- | ---- | ----- | ----- | ------ | ------ | ----- | ----- |
| Болтон Уондерерс | 1888/89          | Футбольная лига  | 2    | 1    | 3     | 3     | —      | —      | 5     | 4     |
| Болтон Уондерерс | 1889/90          | Футбольная лига  | 6    | 1    | 0     | 0     | —      | —      | 6     | 1     |
| Болтон Уондерерс | 1890/91          | Футбольная лига  | 12   | 4    | 1     | 0     | —      | —      | 13    | 4     |
| Болтон Уондерерс | 1891/92          | Футбольная лига  | 23   | 2    | 1     | 0     | —      | —      | 24    | 2     |
| Болтон Уондерерс | 1892/93          | Первый дивизион  | 29   | 0    | 2     | 0     | —      | —      | 31    | 0     |
| Болтон Уондерерс | 1893/94          | Первый дивизион  | 24   | 0    | 0     | 0     | —      | —      | 24    | 0     |
| Болтон Уондерерс | Итого            | Итого            | 96   | 8    | 7     | 3     | 0      | 0      | 103   | 10    |
| Сток             | 1894/95          | Первый дивизион  | 26   | 0    | 2     | 0     | 1      | 0      | 29    | 0     |
| Сток             | 1895/96          | Первый дивизион  | 24   | 1    | 3     | 0     | —      | —      | 27    | 1     |
| Сток             | Итого            | Итого            | 50   | 1    | 5     | 0     | 1      | 0      | 56    | 1     |
| Дерби Каунти     | 1896/97          | Первый дивизион  | 21   | 1    | 4     | 0     | —      | —      | 25    | 1     |
| Дерби Каунти     | 1897/98          | Первый дивизион  | 26   | 0    | 6     | 0     | —      | —      | 32    | 0     |
| Дерби Каунти     | Итого            | Итого            | 51   | 1    | 10    | 0     | 0      | 0      | 61    | 1     |
| Сток             | 1898/99          | Первый дивизион  | 7    | 0    | 0     | 0     | —      | —      | 7     | 0     |
| Всего за карьеру | Всего за карьеру | Всего за карьеру | 204  | 10   | 22    | 3     | 1      | 0      | 227   | 13    |

### Статистика матчей за сборную
| Команда | Год   | Игры | Голы |
| ------- | ----- | ---- | ---- |
| Англия  | 1893  | 1    | 0    |
| Англия  | 1895  | 1    | 0    |
| Англия  | 1898  | 1    | 0    |
| Итого   | Итого | 3    | 0    |

## Вне футбола
Играл в крикет за крикетный клуб Фентона, в котором на протяжении пяти лет был капитаном.
Умер от туберкулёза в возрасте 37 лет.